# Johannes Herz

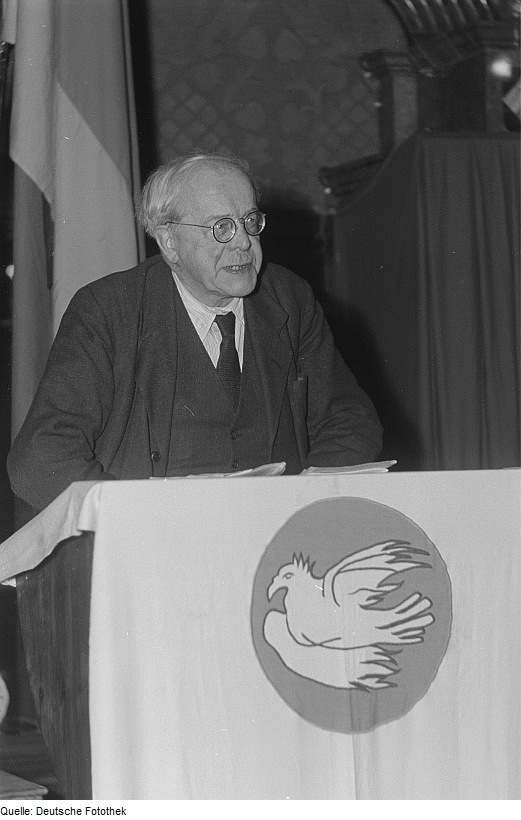
Johannes Herz (1952)

Johannes Heinrich Herz (* 13. Juni 1877 in Oberleutersdorf; † 6. November 1960 in Leipzig) war ein deutscher lutherischer Theologe.

## Leben
Johannes Herz, der Sohn des Pfarrers Paul David Herz († 1911), studierte Evangelische Theologie in Tübingen, Marburg (hier schloss er sich an Martin Rade an und begann schon seine langjährige Mitarbeit bei der Christlichen Welt) und Leipzig. 1903 wurde er Vikar in Waltersdorf bei Zittau (Oberlausitz), 1904 Diaconus (später Pfarrer) in Chemnitz. 1915 trat er eine Pfarrstelle in Leipzig-Gohlis (in der späteren Versöhnungsgemeinde) an, die er bis zur Pensionierung 1954 innehatte. Als Mitglied der Landessynode war er sowohl nach dem Ersten als auch nach dem Zweiten Weltkrieg am Wiederaufbau der Evangelisch-Lutherischen Landeskirche Sachsens beteiligt. Ab 1924 war er Mitglied im Deutschen Evangelischen Kirchenausschuss, dem Exekutivorgan des Deutschen Evangelischen Kirchenbundes, und gehörte 1925 zur deutschen Delegation auf der Stockholmer Weltkirchenkonferenz. 1947 erhielt er einen Lehrauftrag für Sozialethik und Religionssoziologie an der Theologischen Fakultät der Universität Leipzig.
Herz’ besonderes Engagement galt dem Evangelisch-Sozialen Kongress (ESK). Seit 1905 Ortsgruppenvorsitzender der Sächsischen Evangelisch-Sozialen Vereinigung, trug er die Hauptverantwortung für die Ausrichtung der Kongresse in Chemnitz 1910 und in Leipzig 1918. 1923 wurde er zum Generalsekretär gewählt, seit 1924 war er zusätzlich Schriftleiter der Zeitschrift Evangelisch-sozial. Dem von ihm 1929 gegründeten Evangelisch-Sozialen Institut stand er nebenamtlich als Leiter vor. Nach dem Rücktritt des ESK-Präsidenten Walter Simons übernahm Herz 1935 selbst die Präsidentschaft, bis die Arbeit 1942 eingestellt werden musste. Seine Versuche zur Reorganisation des ESK nach dem Zweiten Weltkrieg blieben erfolglos.
Vor dem Ersten Weltkrieg war Herz Mitglied der Freisinnigen Volkspartei (FVp), für die er 1909 erfolglos für den Sächsischen Landtag kandidierte. Nach 1918 gehörte er der Deutschen Demokratischen Partei an. Von 1945 bis zu seinem Tod war er Mitglied der Liberal-Demokratischen Partei Deutschlands (LDPD) und zeitweise in deren Zentralvorstand. Nach 1950 engagierte er sich als Mitglied des Weltfriedensrats.
Herz erhielt Ehrendoktorwürden der Theologischen Fakultäten der Universität Jena (1927) und der Universität Leipzig (1954) sowie den Vaterländischen Verdienstorden in Silber (1954) und Gold (1959).
Sein Sohn Heinz Herz (1907–1983) war Historiker.

## Schriften (Auswahl)
Als Autor
- Hat Jesus gelebt? Eine Antwort auf Drews' „Christusmythe“. 1913.
- Die Aufgaben der Kirchgemeinden an der konfirmierten männlichen Jugend. Berlin 1914.
- Suchet, so werdet ihr finden. 1915.
- Der Protestantismus und die soziale Frage. In: G. Schenkel (Hrsg.): Der Protestantismus der Gegenwart. 1926, S. 338–382.
- Adolf von Harnack und der evangelisch-soziale Kongreß. 1930.
- Deutsches soziales Prophetentum. Vortrag in der Aula der Universität Leipzig. 1935.
- Der Kampf für den Frieden in der antiken Welt. In: Wissenschaftler kämpfen für den Frieden. 1951, S. 51–72.
- Die Gleichnisse der Evangelien Matthäus, Markus und Lukas in ihrer geschichtlichen Überlieferung und ihrem religiös-sittlichen Inhalt. In: Bekenntnis zur Kirche (Festgabe Ernst Sommerlath). 1960, S. 52–93.

Als Herausgeber
- Nationales und soziales Christentum. Ein Auszug aus Friedrich Naumanns Gedankenwelt. 1935.
- Evangelisches Ringen um soziale Gemeinschaft. Fünfzig Jahre Evangelisch-Sozialer Kongreß 1890–1940. Leipzig 1940